# Dolní Cazov
Dolní Cazov (Dolní Zasov, německy Unter Zassau) je zaniklá osada v okrese Prachatice, 4 km jihovýchodně od obce Strážný. Nachází se v nadmořské výšce 810 m na horských loukách a pastvinách nad údolím řeky Řasnice a Mechového potoka, který vytváří česko-bavorskou hranici. Je zde přeshraniční propojení Dolní Cazov – Schnellenzipf. Jihovýchodně od osady se na svahu Žlebského vrchu nacházela osada Horní Cazov.

## Historie
První zmínka o osadě pochází z roku 1735, název vznikl pravděpodobně z českého jména Čížov. Dolní Cazov (před 1. světovou válkou Dolní Zasov) byl osadou obce Kunžvart. Do roku 1780 ves patřila do farnosti Horní Vltavice, od roku 1780 do farnosti Kunžvart.
V roce 1875 dal vystavět rolník Franz Xaver Gaier na křižovatce cest do Strážného, Radvanovic, Mlaky a Bischofsreutu kapli s oltářem Nanebevzetí Panny Marie. Kaple měla půdorys tvaru osmiúhelníku, jehož pět stěn bylo plně vyzděno, zbylé tři pak zabíral větší částí okrouhlý vstupní oblouk dveří a dvě boční okna, která měla v kulatém horním oblouku barevné výplně. Obě horní půle vchodových dveří sestávaly z prosté laťové mříže, aby vzduch mohl volně pronikat ven i dovnitř. Do přední strany osmiúhelníku byl vestavěn oltář s oltářním stolem a stupni k němu.
V roce 1910 v Dolním Cazově stálo 24 domů se 171 obyvatelem (všichni německé národnosti). Od roku 1923 se oficiálně místo německého názvu Zassau používalo jméno Cazov. V letech 1938 až 1945 byla ves v důsledku uzavření Mnichovské dohody přičleněna k nacistickému Německu. V roce 1945 vstoupila přes Dolní Cazov na Československé území americká armáda, po které se do dnešních dní dochoval ženijní můstek přes Řasnici Po 2. světové válce a po vysídlení německých obyvatel byl Dolní Cazov ještě krátce obydlen. V roce 1951 vyrostla podél státní hranice železná opona, osadníci byli vystěhováni a vesnice rozbořena. Dne 31. května 1955, dorazila na místo kolona automobilů a muži, kteří v nich přijeli, vyložili dovezený náklad sudů s benzínem. Jím polili kapli i dosud stojící selská stavení kolem, načež všechno zapálili.

## Současnost
Na bývalou osadu dnes upomínají jen základy domů, kamenné zídky a ovocné stromy. Na území Dolního a sousedního Horního Cazova se od 50. do 90. let 20. století velmi výrazně zvýšil podíl lesních porostů (z 11 % na 52 %). Na počátku 50. let (před násilným vysídlením a vybudováním železné opony) tvořily obhospodařované pozemky téměř 87 % výměry těchto obcí. Tyto plochy tvořila z 36 % (296,5 ha) orná půda, 37 % (293,1 ha) jedno až dvousečné louky, 14 % (115 ha) pastviny, 2 % (12,3 ha) tvořila zastavěná plocha. V současnosti se hospodaří pouze na přibližně 16 % celého území (pozemky jsou využívány především jako pastviny, v menší míře jako louky). V prostoru Dolního Cazova se vyskytují četné zvláště chráněné a významné druhy rostlin – např. oměj šalamounek, tolije bahenní, prstnatec Fuchsův, prstnatec májový, prha arnika či všedobr horní.